# Elvira de Hidalgo

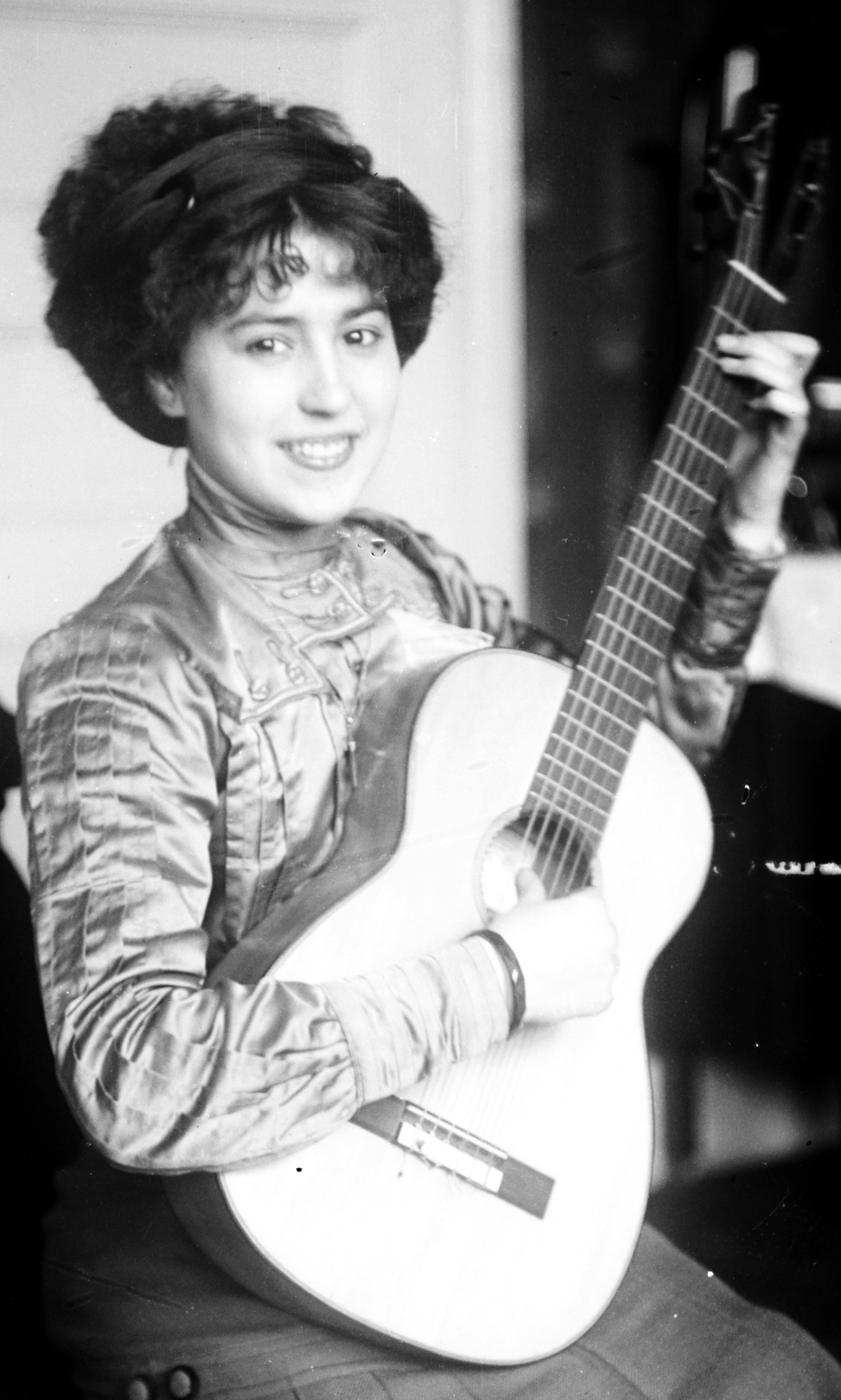
Elvira de Hidalgo

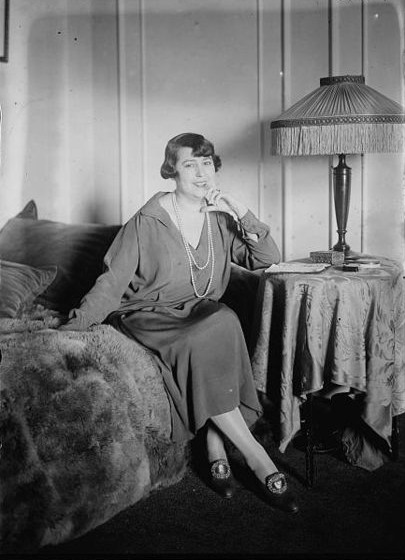
Elvira de Hidalgo im mittleren Alter

Elvira de Hidalgo (* 27. Dezember 1888 in Valderrobres, Aragón, Spanien; † 21. Januar 1980 in Mailand) war eine spanische Opernsängerin (Sopran) und Gesangspädagogin. Zu ihren Schülerinnen zählte unter anderem Maria Callas.

## Leben
Bereits mit zwölf Jahren galt Elvira de Hidalgo als ein musikalisches Wunderkind und trat in diesem Alter als Pianistin auf, ließ dann ihre Stimme in Barcelona und bei Melchiorre Vidal in Mailand ausbilden. Sie debütierte 1908 mit 19 Jahren am Teatro di San Carlo von Neapel als Rosine im Barbier von Sevilla von Gioachino Rossini. Ihre Karriere entwickelte sich schnell. 1909 gastierte sie am Théatre Sarah Bernhardt in Paris, sodann in Kairo und Monte Carlo. In den Jahren 1910 bis 1911 und 1924 bis 1926 war sie an der New Yorker Metropolitan Opera engagiert. 1916 trat sie an der Mailänder Scala, 1919 am Teatro Constanzi in Rom, 1922 am Teatro Colón von Buenos Aires auf. Im Jahr 1924 feierte man sie in London an der Coventgarden Oper als Gilda in Giuseppe Verdis Rigoletto. Es folgte eine Tournee mit dem berühmten Bassisten Fjodor Schaljapin. Die inzwischen weltberühmte Künstlerin heiratete den Direktor des Casinos von Ostende, wo sie seitdem häufig konzertierte. 
Seit 1932 lebte sie als Pädagogin auf der griechischen Insel Korfu und wurde dann Professorin am Athener Konservatorium, auch weil ihr während des Krieges die Ausreise nicht möglich war. Sie wurde die Lehrerin der berühmten Sopranistin Maria Callas. In den Jahren 1949 bis 1959 war sie Pädagogin am Konservatorium von Ankara; später lebte sie dann in Mailand. Bei ihrem Koloratursopran bewunderte man einmal die dunkle Tonfülle ihrer Stimme, andererseits die überlegene Technik ihres Ziergesangs, diese durfte man später in der Stimme ihrer berühmtesten Schülerin, Maria Callas, wieder entdecken.